# 哲学カウンセリング
哲学カウンセリング（てつがくかうんせりんぐ、英: Philosophical counseling）は様々な顔を持つ。目前の問題を論理的に分析させるだけでなく、そこから行動や生き方に影響を与えるようなより幅広い考え方を見い出させる。
哲学カウンセリングは今に始まったものではない。ソクラテスやアリストテレス、プラトン、そしてそれ以前の時代から遡って続く哲学史を通して行われてきた実践である。
アカデミック哲学として、今日の大学ではソクラテスのような哲学的実践者がかろうじて知られているだろう。
古代ギリシャ哲学は日常生活から切り離された実践ではなくむしろ、わずかだが気に掛かる事を浮き彫りにする真理、正義、ことの真贋、人類の繁栄、良い社会、そして現実の本質を追求する生活実践である。
そのような試みを助ける理性の道具として注目されているとは言え、哲学的実践は単に知的訓練に留まるだけでなくむしろ、世界観、ついにはその人の生き方をも変容させる。

## 関連書籍

### 訳書
- Peter B. Raabe　(2000)　Philosophical Counseling: Theory and Practice
  - （ピーター・B. ラービ(著)　加藤 恒男・松田 博幸・岸本 晴雄・水野 信義(訳)　2006　哲学カウンセリング―理論と実践　東京：法政大学出版局）

### 洋書
- Peter B. Raabe　(2002)　Issues in Philosophical Counseling

## 関連文献
- Samuel Knapp, Alan C. Tjeltveit. (2005) A Review and Critical Analysis of Philosophical Counseling. Professional Psychology: Research and Practice, 36 (5), 558-565
- Witzany Guenther, Mitdenker.at 30 Jahre Telos-Philosophische Praxis, BoD, Norderstedt, 2017
- Shlomit C. Schuster Philosophy Practice: An Alternative to Counseling and Psychotherapy , Westport, Conn.: Praeger Publishers, 1999.
- 原文作者╱ Shlomit C. Schuster 著 哲學診治：諮商和心理治療的另類途徑
- Shlomit Schuster, The Philosopher's Autobiography: A Qualitative Study ,Westport, Conn.: Praeger Publishers, 2003. ISBN 0275977897